# 黒野検車区
黒野検車区（くろのけんしゃく）は、かつて岐阜県揖斐郡大野町黒野に存在した、名古屋鉄道の車両基地である。黒野車庫とも称されていた。
揖斐線黒野駅の構内に存在した。
2005年（平成17年）4月1日、揖斐線の廃止により閉鎖された。

## 概要
名古屋鉄道の岐阜地区の600V線区のうち、鉄道線（揖斐線・谷汲線）の車両（750形・510形・770形・780形など）の日常点検、車庫として利用されていた。電車以外にも貨車（ト14・ト15）が常駐しており、バラストの運搬などに使用されていた。
屋根付の車庫（木造）も存在したが、車検や改造の設備は無かった。そのため車検や改造は岐阜検車区で行われていた 。
2001年（平成13年）10月1日に谷汲線の全線（黒野駅 - 谷汲駅）と揖斐線の一部（黒野駅 - 本揖斐駅）が廃止された後も、揖斐線の車両基地として運用されていたが、揖斐線の残部（忠節駅 - 黒野駅）の廃止により閉鎖された。
|            | 黒野検車区 配線略図 |
| 凡例 出典: |                     |

## 沿革
- 1926年（大正15年）4月6日：美濃電気軌道北方線北方駅 - 黒野駅が開業。同日に谷汲鉄道黒野駅 - 谷汲駅が開業。黒野駅に車庫・検車区が設置される[注釈 3] 。
- 2005年（平成17年）4月1日：揖斐線の全線廃止に伴い閉鎖。